# Паракар
Паракар (вірм. Փարաքար) — село в марзі Армавір, на заході Вірменії. Село розташоване на трасі Єреван — Армавір, за 9 км на схід від міста Вагаршапат, за 3 км на південь від села Мердзаван, за 3 км на південний захід від села Ахтанак, за 4 км на захід від села Аргаванд сусіднього марзу Арарат, за 2 км на північний схід від села Мусалер та за 3 км на схід від села Птхунк. В селі розташована розвилка на головний аеропорт країни — Звартноц, який розташований за 2 км південніше села. До складу села також входить сусіднє село Таїров. В селі є гіпсова шахта. Сільська церква Святого Арутюна датується 1855 роком.